# Фитингхоф, Конрад фон
Конрад фон Фитингхоф (нем. Conrad von Vytinghove; (? — 14 февраля 1413) — магистр Ливонского ордена с 1401 года по 1413 год.
В 1387—1393 годах Конрад фон Фитингхоф занимал должность комтура Ашередена. В 1396 году был назначен комтуром Феллина (Вильянди). В 1401 году после смерти ливонского магистра Веннемара фон Брюггеноэ Феллинский командор Конрад фон Фитингхоф был избран новым ландмейстером Тевтонского Ордена в Ливонии.
Ливонский магистр Конрад фон Фитингхоф проводил агрессивную внешнюю политику и вел войны против Псковской республики и Великого княжества Литовского. В 1406 году ливонский магистр с орденским войском начал войну против Пскова, совершив поход на псковские земли, которые опустошал в течение двух недель. Были разорены окрестности Изборска, Острова и Котельна. В августе жители Велья разбили немецкий отряд. В октябре 1406 года псковичи собрали ополчение и предприняли ответное вторжение в ливонские земли, разгромили немцев в битве под Киремпе и вернулись домой с большой добычей. Псковичи обратились за помощью в войне против Ордена к великому князю московскому Василию Дмитриевичу. В 1407 году в Псков прибыл с дружиной князь Константин Дмитриевич, младший брат великого князя московского. Псковское войско под командованием Константина совершило успешный поход на пограничные ливонские владения, где взяли город Порх и разорили много погостов, захватив много пленников. В ответ ливонский магистр Конрад фон Фитингхоф с большой орденской армией выступил в поход на Псковскую землю. Псковичи успешно обороняли броды на реке Великой, где противники простояли четыре дня. Когда магистр отошёл, псковичи начали преследовать орденское войско. В битве на Логозовицком поле крестоносцы нанесли поражение псковичам. Были убиты три посадника и множество бояр. Однако из-за собственных тяжёлых потерь фон Фитингхоф был вынужден прервать поход на Псков.
В 1408 году ливонский магистр Конрад фон Фитингхоф с орденской армией предпринял новый поход на псковские земли. В течение двух недель ливонские крестоносцы разоряли псковские волости, осадили город Велье, но не смогли взять его. Псковичи совершили ответное вторжение в ливонские земли, но потерпели неудачу. В 1409 году Конрад фон Фитингхоф с ливонским войском совершил четвертый поход на Псковщину. Крестоносцы разбили псковских охочих людей, но больше никаких результатов не добились. В следующем 1410 году псковские и ливонские посланцы встретились для переговоров в Изборске, где заключили мирный договор.
В 1409 году, чтобы обезопасить Ливонию в случае конфликта с Новгородской Республикой, Конрад фон Фитингхоф заключил особый мир с великим князем Литовским Витовтом. Поэтому Ливонская ветвь Ордена не участвовали в главных событиях Великой войны, а именно, кампании 1410 года — когда тевтонские рыцари-крестоносцы потерпели сокрушительное поражение от объединенной польско-литовской армии под командованием польского короля Ягайло и великого князя литовского Витовта в битве под Грюнвальдом. Тогда большая часть владений Тевтонского Ордена в Пруссии и Померании была оккупирована польско-литовскими войсками, и Ягайло с Витовтом осадили Мариенбург (Мальборк), столицу Тевтонского Ордена. Однако новый великий магистр Генрих фон Плауэн, возглавивший оборону Мариенбурга, смог отстоять орденскую столицу. Летом 1410 года на помощь великому магистру Генриху фон Плауэну Конрад фон Фитингхоф отправил войско под командованием ливонского ландмаршала Бернхарда фон Хевельмана. Тевтонские и ливонские крестоносцы смогли отбить часть захваченных поляками городов и крепостей. Поздней осенью 1410 года ливонский магистр Конрад фон Фитингхоф с небольшим войском прибыл в Пруссию. В 1411 году Конрад фон Фитингхоф участвовал в подписании Торуньского мира с Польшей и Литвой.